# Eupithecia asteria
Eupithecia asteria là một loài bướm đêm trong họ Geometridae.